# 科雷萬區

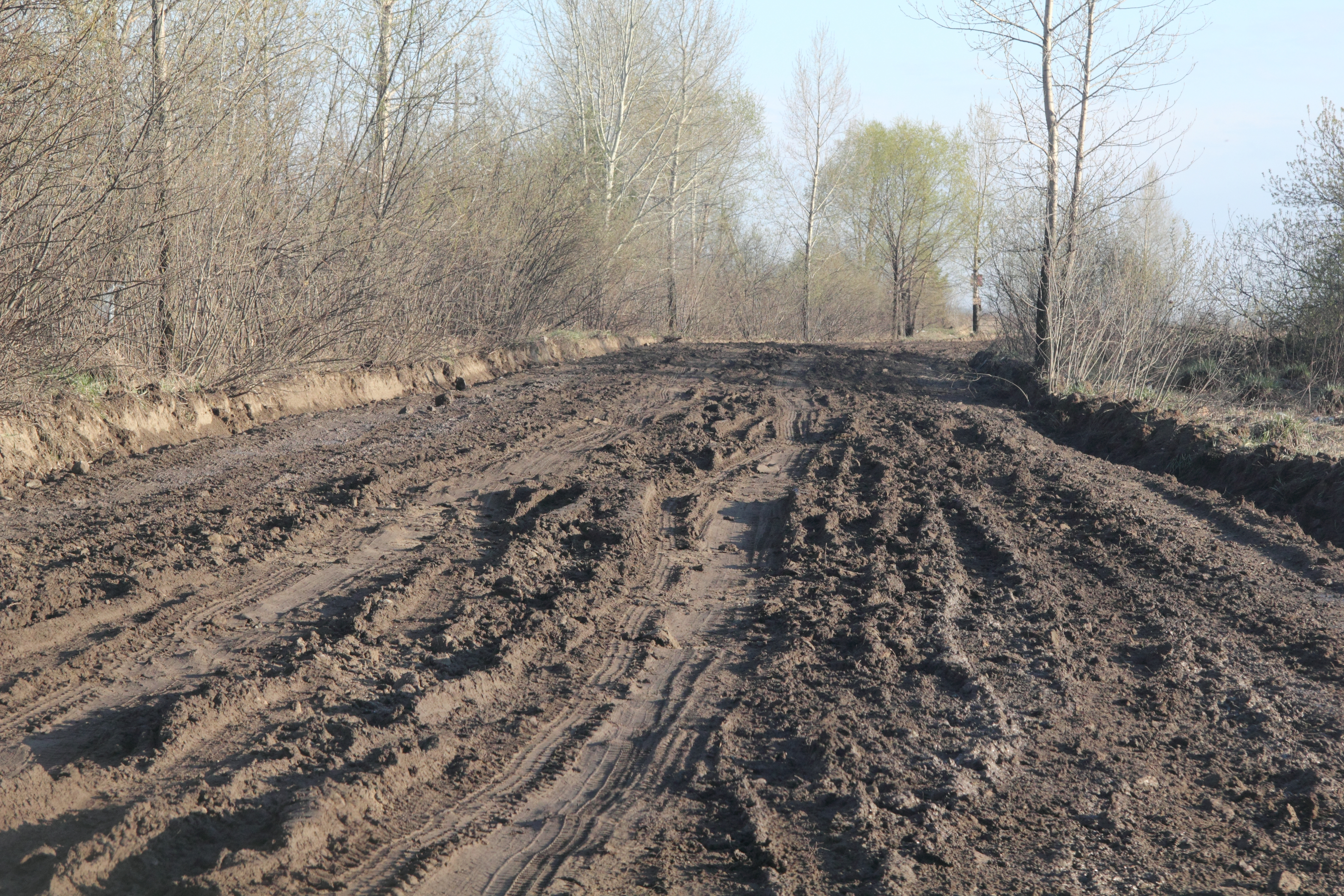

55°18′23″N 82°44′21″E / 55.30639°N 82.73917°E
科雷萬區（俄语：Колыванский район），是俄羅斯的一個區，位於該國南部，由新西伯利亞州負責管轄，面積10,573平方公里，2010年人口24,049，人口密度每平方公里2.27人。